# Boučkovo loutkové divadlo
Boučkovo loutkové divadlo, pojmenované po svém zakladateli Rudolfu Boučkovi, je posledním loutkovým divadlem v ČR, které mělo v období mezi 1. a 2. světovou válkou vlastní budovu. Je také jednou z mála scén pro loutkové divadlo, na které se i v 1. čtvrtletí 21. století stále ještě hrálo. Divadlo, které je samostatnou roubenou budovou z roku 1928, sídlí v Albieriho ulici č. p. 238 v Jaroměři. .

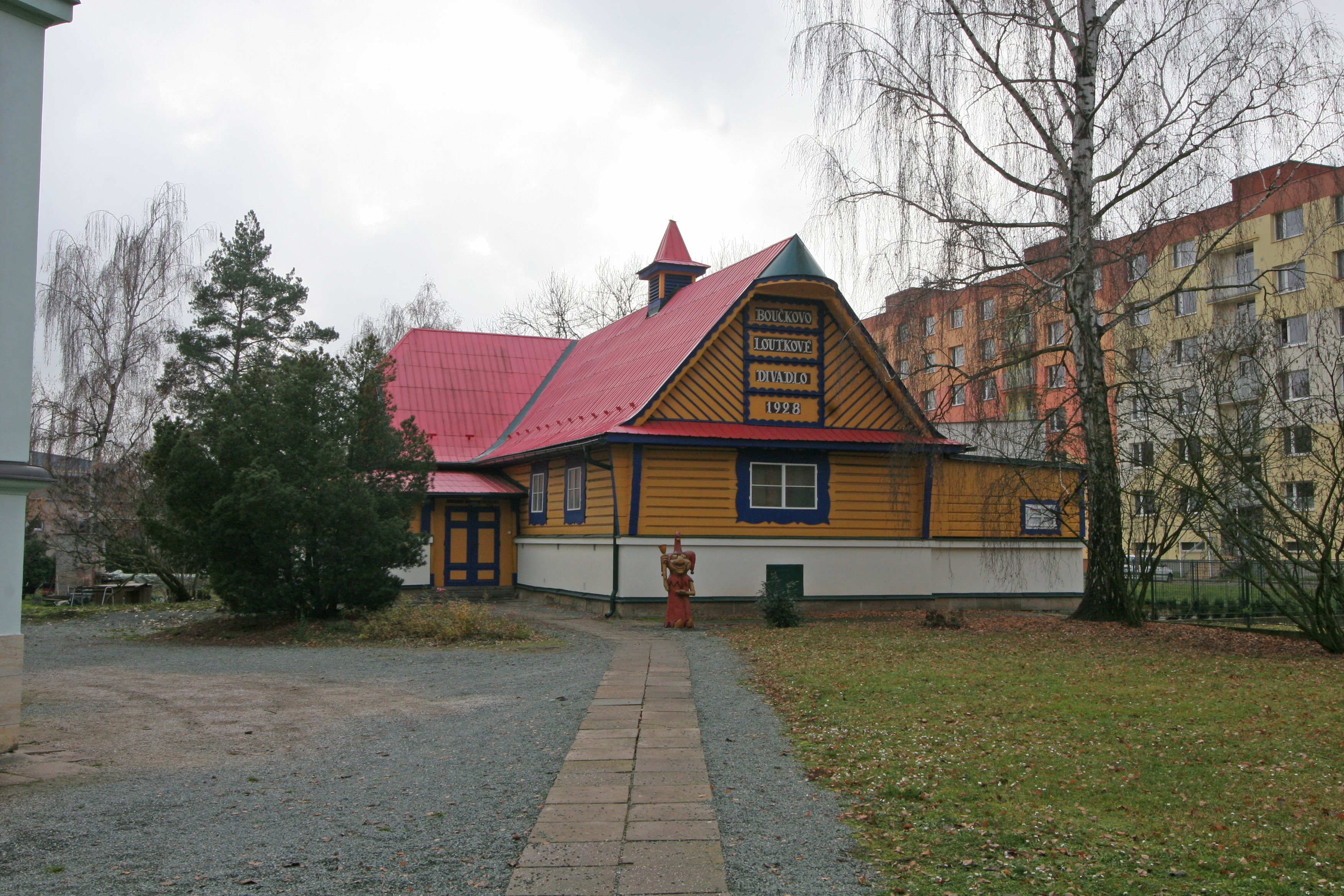
Boučkovo loutkové divadlo, Jaroměř

Loutkářům v Jaroměři, kteří byli od konce roku 1918 součástí tamního Sokola, se nejprve v letech 1923 - 1924 podařilo získat samostatnou budovu. Jednalo se o nepoužívaný zahradní domek za sokolovnou (dnešním Městským divadlem), k němuž byla nejprve na základě plánu profesora Schneidera přistavěna vstupní část. Tyto adaptace v roce 1924 umožnily vznik budovy loutkového divadla. Na základě sbírky z jara roku 1928 proběhla rekonstrukce budovy podle plánů místního architekta a stavitele B. Kubečka; práce provedla firma Kubeček a Steklík v průběhu roku 1928. Původní domek byl rekonstruován na roubenou stavbu s hlavním a vedlejším křídlem, na níž byly umístěny i prvky lidové architektury v oranžovo-modrém barevném ladění. Interiér navrhl Rudolf Bouček. Rekonstruovaná divadelní budova, která mohla pojmout až 200 diváků, byla slavnostně otevřena u příležitosti 10. výročí vzniku Československa dne 28. 10. 1928. K tomuto datu se také vztahuje nápis na průčelí divadla: „Boučkovo loutkové divadlo 1928“.
Na začátku 30. let 20. století k budově byly přistavěny šatny a hygienické zařízení. V té době divadlo mělo kruhové otáčecí jeviště. V průběhu 2. světové války došlo k odstranění jak tohoto jeviště, tak proscénia namalovaného R. Boučkem; navíc bylo vykradeno téměř všechno vybavení. Do divadla bylo v této době umístěno zlatě orámované pětistupňové proscénium a na konci války došlo k rekonstrukci jeviště. Ve  2. polovině 20. století se měnili majitelé budovy a došlo k dalším úpravám – např. s cílem získat možnost skladování dekorací na půdě byl probourán strop s následnou instalací záklopu nebo byly přistavěny zkušebna a klub. Došlo také mj. na úpravu vstupního prostoru a pokladen. V 21. století mj. budovu zasáhla povodeň a jejím vlastníkem se stalo Město Jaroměř. 
Boučkovo loutkové divadlo se nachází v Pražském Předměstí, které je od roku 1990 součástí památkové zóny v Jaroměři; budova je od roku 2004 památkově chráněna.